# Tường thành La Mã ở Lugo
Tường thành La Mã ở Lugo (tiếng Tây Ban Nha, Galicia: Muralla Romana de Lugo) là hệ thống tường thành được xây dựng trong thế kỷ thứ 3 và hầu như vẫn còn nguyên vẹn cho tới tận ngày nay. Hệ thống kéo dài trên 2 km xung quanh trung tâm lịch sử của Lugo ở Galicia (Tây Ban Nha). Các công sự và hệ thống tường thành của Lugo đã được ghi vào danh sách Di sản thế giới của UNESCO vào cuối năm 2000 với tính chất là một "ví dụ tốt nhất của pháo đài La mã ở Tây Âu". Các bức tường cũng đã trở thành di tích quốc gia ở Tây Ban Nha kể từ năm 1921. Năm 2007, các bức tường ở đây đã được kết nghĩa với Vạn Lý Trường Thành của Trung Quốc trong một buổi lễ có sự tham dự của đại sứ Trung Quốc ở Tây Ban Nha.
Ngày nay, trên các bức tường có một lối đi cho phép du khách đi dạo dọc theo toàn bộ chiều dài. Từ việc hệ thống tường ở Lugo được ghi vào danh sách Di sản thế giới vào năm 2000, thị trấn này đã nắm giữ một lễ hội được tổ chức hàng năm gọi là Arde Lucus để kỷ niệm quá khứ La Mã.
Các bức tường thành phố được xây dựng giữa 263 và 276 Trước công nguyên để bảo vệ thị trấn La Mã Lucus Augusti (Lugo ngày nay) chống lại các bộ lạc địa phương và những kẻ xâm lược German. Các bức tường được hình thành một phần của một cấu trúc công sự phức tạp bao gồm một con hào và khu rừng thưa giữa các bức tường và thành phố. Toàn bộ chiều dài của bức tường là khoảng 2.120 m, bao quanh một diện tích 34,4 ha. Không phải tất cả thành phố đều được bao bọc bởi những bức tường. Phần lớn phía đông nam của thành phố vẫn không được bảo vệ, trong khi ở những nơi khác hoàn toàn được bao bọc bởi hệ thống tường này.
Chiều rộng của bức tường là 4,2 m và chiều cao thay đổi từ 8 đến 12 m. Các bức tường bao gồm đá bên trong và bên ngoài được xây từ hỗn hợp sỏi, đá cuội và đá tái chế từ các tòa nhà bị phá hủy, được gắn chặt bằng vữa.
Có 10 cổng trong các bức tường: 5 cổng được xây dựng từ thời La Mã và 5 cổng khác được thêm vào năm 1853 sau khi dân số thành phố tăng nhanh. Bảo tồn tốt nhất trong số 5 cổng ban đầu là Porta Falsa và Porta Mina, khi nó vẫn có nguyên bản gốc ban đầu với bộ vòm giữa hai tháp cổng. Năm cầu thang và một đoạn đường nối vào các lan can đi bộ trên các bức tường. Trong các bức tường, một số cầu thang đôi phục vụ cho việc ra vào các tòa nhà cao từ lan can đi bộ .
Trong số các tháp canh ban đầu, 49 tháp vẫn còn nguyên vẹn, và 39 tháp khác còn lại một phần. Các tòa tháp được xây dựng trong khoảng thời gian khác nhau, dọc theo bức tường. Chúng bao gồm hai cấu trúc chủ yếu là hình bán nguyệt, một số ít là hình chữ nhật. Những khoảng trống trong bức tường có chiều dài từ 5,35 m đến 12,80 m. Vật liệu được sử dụng cho việc xây dựng các tòa tháp thường là bằng đá granit và đá phiến.
Trong thời Trung Cổ, những người hành hương đi qua các cổng của các bức tường Lugo, đặc biệt là Porta Mina để đến Santiago de Compostela.

## Hình ảnh

Bản đồ của các bức tường cho thấy vị trí của 10 cổng
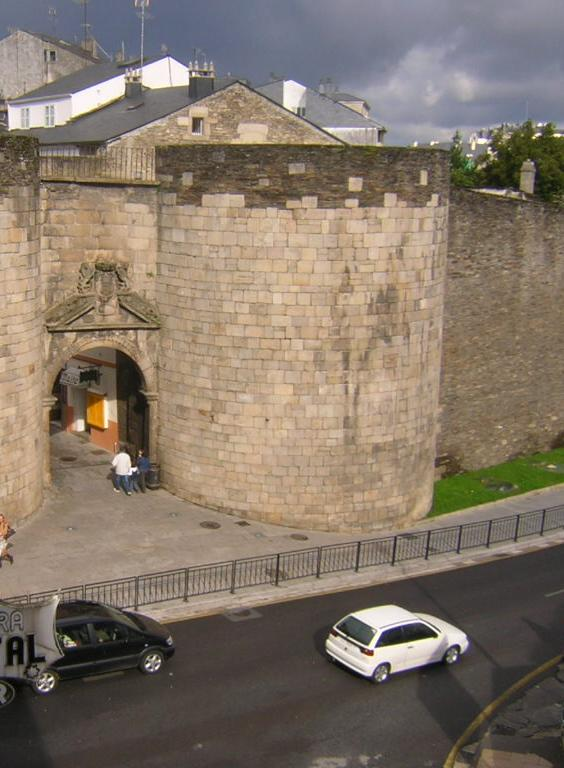
Cổng Porta de San Pedro, một trong năm cổng La Mã gốc
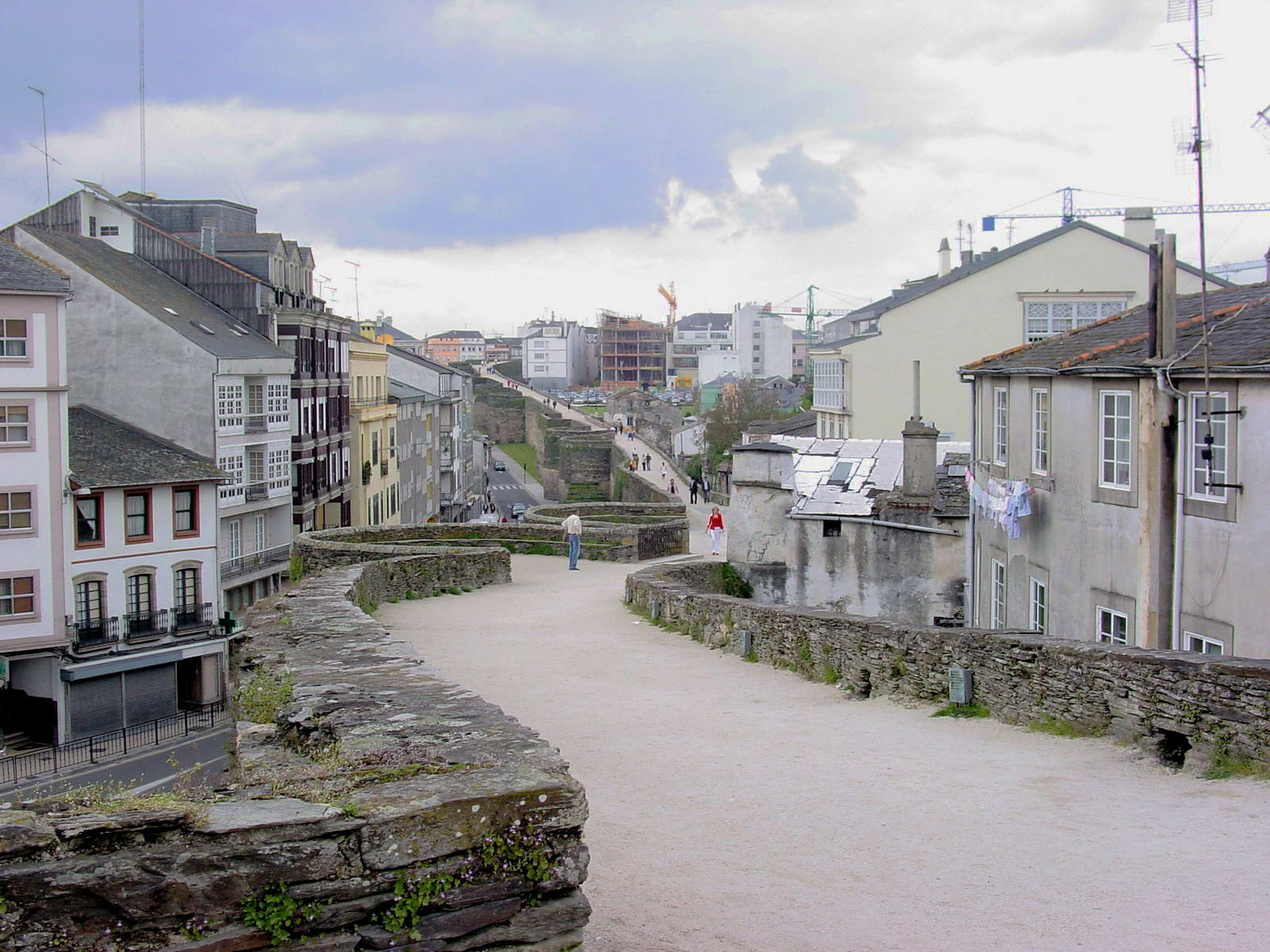
Đường đi bộ trên các bức tường